# Форсування Дніпра (1943)

Скульптурна композиція «Форсування Дніпра» в Національному музеї історії України у Другій світовій війні

Форсува́ння Дніпра́ — частина битви за Дніпро під час Німецько-радянської війни, що відбувалося у вересні 1943 року.
На головному, Київському напрямку, операцію вели війська Воронезького фронту під орудою Миколи Ватутіна. Першими форсували Дніпро частини 70-ї гвардійської дивізії у районі села Теремці. На південь від них війська 60-ї армії захопили плацдарм від гирла річки Прип'ять до річки Тетерів. Ще один плацдарм було захоплено в районі Ясногородки. Біля Переяслава форсування здійснювали танкові та інші частини Воронезького фронту. Війська 40-ї армії захопили плацдарм в районі Букрина. Зазнала невдачі спроба форсування в районі Сваром'я та Старосілля, але невдовзі був захоплений стратегічно вигідніший Лютізький плацдарм.
23—25 вересня 1943 року почалося форсування Дніпра між Дніпром та Запоріжжям військами Південно-Західного фронту. Форсувавши Дніпро одночасно в кількох місцях, радянські війська зірвали плани німців стабілізувати фронт на великій території.